# Campeonato Gaúcho de Futebol de 1921
O Campeonato Gaúcho de Futebol de 1921, foi a terceira edição da competição no estado brasileiro do Rio Grande do Sul. A fórmula de seletivas regionais para selecionar os clubes que iriam disputar o título foi mantida. A fase final foi um quadrangular de turno único em que a equipe que fizesse mais pontos tornaria-se campeã. Caso no final houvesse empate, os dois melhores da fase final fariam um jogo extra. O campeão deste ano foi o Grêmio.

## Participantes
| Equipe       | Cidade       | Campeão Regional | Participação | Participação | Participação | Melhor campanha        |
| Equipe       | Cidade       | Campeão Regional | Consec       | Total        | Última       | Melhor campanha        |
| ------------ | ------------ | ---------------- | ------------ | ------------ | ------------ | ---------------------- |
| Brasil       | Pelotas      | Sul              | 1ª           | 2ª           | 1919         | Campeão (1919)         |
| Grêmio       | Porto Alegre | Metropolitana    | 3ª           | 3ª           | 1920         | Vice-Campeão (2 vezes) |
| Riograndense | Santa Maria  | Serra            | 1ª           | 1ª           | —            | —                      |
| Uruguaiana   | Uruguaiana   | Fronteira        | 2ª           | 2ª           | 1920         | 3º Lugar (1920)        |

## Regulamento
Quadrangular em turno único. Todas as partidas foram disputadas em Porto Alegre no campo do Grêmio. O clube que somasse o maior número de pontos seria declarado campeão. Em caso de empate, haveria uma partida extra.

## Tabela

### Quadrangular final
| 13 de novembro de 1921 | Grêmio     | 1 – 0 | Riograndense | Estádio da Baixada, Porto Alegre |
| 16:30 (UTC-3)          | Grecco 18' |       |              | Árbitro: Vicente Russomano       |

| - Grêmio: Lara; Py e Neco; Bráulio, Dorival e Meneghini; Assumpção, Lagarto, Bruno, Ramão e Barros. - Riograndense-SM: Marcelino; Lino e Correa; Tealdo, Landa e Ginitz; Salles, Willy, Lobo, Mosquito e Marques. |

| 15 de novembro de 1921 | Brasil de Pelotas | 1 – 0 | Uruguaiana | Estádio da Baixada, Porto Alegre |
|                        | Ignácio           |       |            | Árbitro: Luiz Salles             |

| - Brasil de Pelotas: Dias; Nunes e Tica; Floriano, Babá e Zabaleta; Farias, Correa, Proença, Rossel e Ignácio. - Uruguaiana: Médici; Birriel e Nagança; Marcelino, Moreira e Gues; Medina, Bate-Bate, Índio, Goyo e Lalano. |

| 19 de novembro de 1921 | Riograndense     | 4 – 1 | Uruguaiana | Estádio da Baixada, Porto Alegre |
|                        | Mosquito · Willy |       | Bate-Bate  |                                  |

| - Riograndense-SM: Marcelino; Lino e Correa; Tealdo, Landa e Ginitz; Salles, Willy, Lobo, Mosquito e Petronilho - Uruguaiana: Médici; Birriel e Nagança; Marcelino, Moreira e Gues; Medina, Bate-Bate, Francês, Índio e Goyo. |

| 20 de novembro de 1921 | Grêmio  | 1 – 1 | Brasil de Pelotas | Estádio da Baixada, Porto Alegre |
|                        | Lagarto |       | Rossel (P)        | Árbitro: Luiz Salles             |

| - Grêmio: Lara; Py e Neco; Gertum, Dorival e Meneghini; Assumpção, Lagarto, Bruno, Ramão e Barros. - Brasil de Pelotas: Dias; Nunes e Tica; Floriano, Babá e Zabaleta; Farias, Nico, Proença, Rossel e Ignácio. |

| 22 de novembro de 1921 | Riograndense      | 2 – 1 | Brasil de Pelotas | Estádio da Baixada, Porto Alegre  |
|                        | Willy · Tica (GC) |       | Correa (GC)       | Árbitro: Severino Franco da Silva |

| - Riograndense-SM: Marcelino; Lino e Correa; Tealdo, Landa e Ginitz; Salles, Willy, Lobo, Mosquito e Petronilho. - Brasil de Pelotas: Dias; Nunes e Tica; Floriano, Babá e Zabaleta; Farias, Nico, Proença, Rossel e Ignácio. |

| 24 de novembro de 1921 | Grêmio    | 1 – 0 | Uruguaiana | Estádio da Baixada, Porto Alegre            |
|                        | Bruno 15' |       |            | Árbitro: Germano Aurich (Florêncio Ygartua) |

|  | Grêmio |  | Uruguaiana |  |
|  | ------ |  | ---------- |  |

| GUARANY DE BAGÉ: |  |           |  |
|                  |  |           |  |
| G                |  | Lara      |  |
| Z                |  | Py        |  |
| Z                |  | Neco      |  |
| M                |  | Moreno    |  |
| M                |  | Dorival   |  |
| M                |  | Meneghini |  |
| A                |  | Gertum    |  |
| A                |  | Lagarto   |  |
| A                |  | Bruno     |  |
| A                |  | Ramão     |  |
| A                |  | Barros    |  |
| Treinador:       |  |           |  |
|                  |  |           |  |

| URUGUAIANA: |  |           |  |
|             |  |           |  |
|             |  |           |  |
|             |  |           |  |
| G           |  | Médici    |  |
| Z           |  | Birriel   |  |
| Z           |  | Nagança   |  |
| M           |  | Marcelino |  |
| M           |  | Moreira   |  |
| M           |  | Gues      |  |
| A           |  | Bate-Bate |  |
| A           |  | Índio     |  |
| A           |  | Pires     |  |
| A           |  | Goyo      |  |
| A           |  | Lalano    |  |
| Treinador:  |  |           |  |
|             |  |           |  |

| Classificação – Fase Final                                                                                                  | Classificação – Fase Final | Classificação – Fase Final | Classificação – Fase Final | Classificação – Fase Final | Classificação – Fase Final | Classificação – Fase Final | Classificação – Fase Final | Classificação – Fase Final | Classificação – Fase Final |
| Time | Time                       | PG                         | J                          | V                          | E                          | D                          | GP                         | GC                         | SG                         |
| --- | -------------------------- | -------------------------- | -------------------------- | -------------------------- | -------------------------- | -------------------------- | -------------------------- | -------------------------- | -------------------------- |
| 1 | Grêmio                     | 5                          | 3                          | 2                          | 1                          | 0                          | 3                          | 1                          | 2                          |
| 2 | Riograndense               | 4                          | 3                          | 2                          | 0                          | 1                          | 6                          | 3                          | 3                          |
| 3 | Brasil de Pelotas          | 3                          | 3                          | 1                          | 1                          | 1                          | 3                          | 3                          | 0                          |
| 4 | Uruguaiana                 | 0                          | 3                          | 0                          | 0                          | 3                          | 1                          | 6                          | - 5                        |
| PG - pontos ganhos; J - jogos; V - vitórias; E - empates; D - derrotas; GP - gols pró; GC - gols contra; SG - saldo de gols |                            |                            |                            |                            |                            |                            |                            |                            |                            |

| Campeonato Gaúcho 1921     |
| -------------------------- |
| Grêmio Campeão (1º título) |

## Artilharia
| Número de gols | Jogador                          | Clube                               |
| -------------- | -------------------------------- | ----------------------------------- |
| 3 gols         | Mosquito                         | Riograndense                        |
| 2 gols         | Bruno Willy                      | Grêmio Riograndense                 |
| 1 gol          | Ignácio Rossel Lagarto Bate-Bate | Brasil de Pelotas Grêmio Uruguaiana |
| 1 contra       | Tica Correa                      | Brasil de Pelotas Riograndense      |